# Triandrophyllum subtrifidum
Triandrophyllum subtrifidum là một loài rêu tản trong họ Herbertaceae. Loài này được (Hook. & Taylor) Fulford & Hatcher miêu tả khoa học lần đầu tiên năm 1958.